# Luis Gonzaga Llanza y Bobadilla

Stemma dei duchi di Solferino

Luis Gonzaga de Llanza y Bobadilla (Saragozza, 3 novembre 1884 – San Sebastián, 28 dicembre 1970) è stato un nobile e politico spagnolo, XI duca di Solferino, XII marchese di Coscojuela, XIV Conte del Castello di Centelles, due volte Grande di Spagna.

## Biografia
Figlio di Manuel María Llanza y Pignatelli e di María Asunción de Bobadilla y Martínez de Arizala, quando suo padre morì nel 1927 ereditò i loro titoli. Si sposò a Barcellona il 7 aprile 1913 con María de los Dolores de Albert y Despujol, figlia di Carlos de Albert y Peralta, barone di Terrades e Mercedes Despujol y Pujol de Senillosa.
Possedeva il castello di Gotmar e molte terre nell'Alta Aragona. Fu membro della Comunione Tradizionalista, partito con cui nel 1913 fu eletto consigliere comunale di Barcellona.
È stato un partner importante dell'Istituto agrario catalano di San Isidro e della Camera ufficiale della proprietà. Il suo palazzo Centelles fu espropriato dal Ministero della Cultura della Generalitat de Catalunya il 19 luglio 1936 per installarvi una scuola.
Gli successe nel ducato di Solferino il figlio Carlos de Llanza y Albert.